# John Jewel
John Jewel (24. května 1522, Buden – 23. září 1571, Monkton Farleigh) byl anglikánský teolog, biskup v Salisbury a stoupenec reformace.
Vystudoval filozofii a teologii na univerzitě v Oxfordu. Během vlády Marie Krvavé uprchl do exilu. Roku 1559 se vrátil do Anglie a o rok později se stal biskupem v Salisbury.
Roku 1562 vydal spis Apologia pro ecclesia Anglicana, který představuje první metodickou obranu stanoviska anglikánské církve vůči námitkám stoupenců římského katolictví. Roku 1564 vyšel anglický překlad této knihy pořízený Anne Bacon. Roku 1619 byl vydán v Praze český překlad tohoto zásadního Jewelova díla pod názvem Apologia, to jest dostečná obrana víry a náboženství církví evangelických.
Jeho životopis napsal a vydal jeho žák Lawrence Humphrey, anglický teolog a mistr Magdalenské koleje Oxfordské univerzity.